# Egyptian Premier League 1958/59
Die Egyptian Premier League 1958/59 war die 9. Saison der Egyptian Premier League, der höchsten ägyptischen Meisterschaft im Fußball. Meister wurde zum neunten Mal in Folge al Ahly Kairo, Absteiger war Al Teram.

## Teilnehmende Mannschaften
Folgende zehn Mannschaften nahmen in der Saison 1958/59 an der Egyptian Premier League teil:
| Mannschaft           | Ort                 | Stadion                             | Kapazität     |
| -------------------- | ------------------- | ----------------------------------- | ------------- |
| al Ahly Kairo        | Kairo               | Cairo International Stadium         | 74.100        |
| Al-Sekka Al-Hadid    | Kairo               | Sekka El Hadeed-Stadion             | 25.000        |
| Al Teram             | Alexandria          |                                     |               |
| al Zamalek SC        | Gizeh               | Cairo International Stadium         | 74,100        |
| El-Olympi            | Alexandria          | Alexandria Stadium                  | 13.660        |
| Ghazl El Mahallah SC | al-Mahalla al-Kubra | El Mahalla Stadium                  | 20.000        |
| Ittihad Suez         | Sues                | Suez Stadium                        | 27.000        |
| Olympic El Qanah FC  | Ismailia            | Ismailia Stadium Suez Canal Stadium | 18.525 10.000 |
| Tanta FC             | Tanta               | Tanta Stadium                       | 20.000        |
| Tersana SC           | Gizeh               | Mit Okba Stadium                    | 15.000        |

## Modus
Alle zehn Mannschaften spielen je zweimal gegeneinander.

## Tabelle
| Pl.             | Verein               | Sp. | S  | U | N  | Tore    | Diff. | Punkte |
| --------------- | -------------------- | --- | -- | - | -- | ------- | ----- | ------ |
| 1.              | al Ahly Kairo (M)    | 18  | 14 | 3 | 1  | 055:130 | +42   | 31:50  |
| 2.              | al Zamalek SC (C)    | 18  | 9  | 5 | 4  | 033:220 | +11   | 23:13  |
| 3.              | Tersana SC           | 18  | 7  | 7 | 4  | 032:240 | +8    | 21:15  |
| 4.              | El-Olympi            | 18  | 8  | 5 | 5  | 031:290 | +2    | 21:15  |
| 5.              | Ittihad Suez         | 18  | 7  | 5 | 6  | 021:200 | +1    | 19:17  |
| 6.              | Olympic El Qanah FC  | 18  | 5  | 7 | 6  | 022:260 | −4    | 17:19  |
| 7.              | Al-Sekka Al-Hadid    | 18  | 5  | 4 | 9  | 030:380 | −8    | 14:22  |
| 8.              | Tanta FC             | 18  | 4  | 5 | 9  | 020:340 | −14   | 13:23  |
| 9.              | Ghazl El Mahallah SC | 18  | 3  | 6 | 9  | 020:350 | −15   | 12:24  |
| 10.             | Al Teram             | 18  | 3  | 3 | 12 | 018:410 | −23   | 09:27  |
| Stand: Endstand |                      |     |    |   |    |         |       |        |

| (M) | Amtierender Meister     |
| (C) | Amtierender Pokalsieger |